# Ludwik Kamykowski
Ludwik Alfons Kamykowski (ur. 6 marca 1891 w Piotrkowicach k. Tuchowa, zm. 13 listopada 1944 w Krakowie) – polski historyk literatury, pedagog, znawca literatury polskiego oświecenia i baroku, doktor habilitowany filozofii.  

## Życiorys

### Pochodzenie, studia, służba wojskowa
Był synem Stanisława i Marii z Trzeciaków, rolników z Piotrkowic. W 1910 ukończył I Gimnazjum Klasyczne w Tarnowie i zapisał się na Wydział Filozoficzny Uniwersytetu Lwowskiego (1910/1911). Rok później przeniósł się na Uniwersytet Jagielloński, gdzie studiował polonistykę i filologię romańską. W 1914 otrzymał stypendium. W czasie pierwszej wojny światowej został zmobilizowany do armii austriackiej w 1917 jednak staraniami prof. Ignacego Chrzanowskiego został zwolniony ze służby i w styczniu mianowany nauczycielem w seminarium męskim w Starym Sączu. Podczas wojny polsko – bolszewickiej (1920) służył w 8 pułku piechoty Legionów.  

### Praca i działalność społeczna
W następnych latach pracował jako nauczyciel w szkołach średnich i na kursach nauczycielskich w Gorlicach, Chełmie i Lublinie. W 1926 współzałożyciel Lubelskiego Towarzystwa Miłośników Książki, a od 1927 redaktor "Pamiętnika Lubelskiego". Był współzałożycielem i sekretarzem Lubelskiego Towarzystwa Naukowego (1927). 6 lipca 1928 uzyskał stopień doktora filozofii na UJ. W latach 1929–1931 sekretarz komitetu budowy pomnika Jana Kochanowskiego w Lublinie. Od 1930 zaangażował się również w pracę PAU przy Komisji dla Dziejów Szkolnictwa i Oświaty, dwa lata zaś później Komisji Historii Literatury Polskiej. Z ramienia LTN brał udział w organizacji rocznic i obchodów narodowych na terenie Lubelszczyzny, np. przemawiał na uroczystości odsłonięcia pomnika Henryka Sienkiewicza w 1933 w Łukowie przed tłumem ok. 15 tysięcy osób. 

### Habilitacja
Przez kilkanaście lat pobytu w Lublinie ogłaszał prawie co roku rozprawy i artykuły. Na ich podstawie uzyskał habilitację na Wydziale Filozoficznym UJ w 1934, co do pewnego stopnia ułatwiło mu otrzymanie stypendium na miesięczny wyjazd do Paryża we wrześniu 1935. Dobrze wykorzystany, ale niestety krótki czas studiów paryskich pozwolił mu lepiej wniknąć w epokę francuskiego Oświecenia. W roku akademickim 1934/1935 prowadził wykłady zlecone w KUL.

### Praca na UJ
Od 1936 zamieszkał na stałe w Krakowie i podjął pracę w Gimnazjum im. B. Nowodworskiego oraz rozpoczął prowadzenie kilku godzin wykładów i seminarium na UJ w miejsce emerytowanego w 1934 Stanisława Windakiewicza. Początki nie były bardzo obiecujące, lecz środowisko krakowskie, gdzie przy profesorze Chrzanowskim pracowali jego uczniowie Pigoń i Kołaczkowski, krzepiło go atmosferą życzliwości i troskliwości.

### Ofiara Sonderaktion Krakau, tajne nauczanie
Druga wojna światowa zastała dr Kamykowskiego w Krakowie. Po niefortunnej ucieczce w lubelskie wrócił już we wrześniu do Krakowa. 6 listopada 1939 znalazł się wraz z innymi pracownikami UJ i AGH w Collegium Novum i został aresztowany w ramach Sonderaktion Krakau (173 osoby). Po kilku tygodniach pobytu w więzieniach w Krakowie (m.in. na Montelupich) i we Wrocławiu trafił do obozu koncentracyjnego Sachsenhausen. Zwolniony z obozu, powrócił do Krakowa w pierwszych dniach lutego 1940 z zaawansowaną gruźlicą. 
Podczas okupacji początkowo rozpoczął nauczanie w szkole zawodowej, a następnie podstawowej. Gruźlica rozwijała się coraz gwałtowniej. Nie pomógł paromiesięczny pobyt na wsi, ani leczenie w sanatorium w Radziszowie. Wyczerpywała go praca nauczycielska w szkole powszechnej, a szczególnie mocno dotknęła go śmierć jedynej córki. W czasie okupacji pomimo tragicznego stanu zdrowia brał udział w tajnym nauczaniu uniwersyteckim (Tajna Organizacja Nauczycielska) i usiłował kontynuować pracę naukową uzyskując dostęp do Biblioteki Jagiellońskiej. Przy coraz gorszych warunkach, przy atakach krwotoku nie ustawał w pracy. Na zebraniu Komisji literackiej P. A. U. przedstawił rezultat żmudnych poszukiwań nad biografią Jakuba Trembeckiego, który okazał się arianinem Ryniewiczem. Równocześnie opracowywał skrzętnie zbierany materiał do dziejów kolędy polskiej, ale tu już trudno było mu myśleć o dojściu do jakiejś syntezy.

### Praca nad tzw. archiwum Robla
Jeszcze podczas pobytu w obozie koncentracyjnym zaprzyjaźnił się z dr Janem Roblem. Dzięki temu od 1941 w ostatnim etapie swojego życia pracował w Zakładzie Medycyny Sądowej i Kryminalistyki przy odczytywaniu tzw. archiwum Robla, czyli 11 skrzyń z zebranymi dokumentami, rozkazami, listami i pamiętnikami polskich oficerów wydobytymi z grobów katyńskich. Wstępnie oczyszczone dokumenty otrzymywał dr Kamykowski, który cierpliwie nieraz przy pomocy lampy kwarcowej z filtrem emitującej światło nadfioletowe odczytywał i przepisywał starannie treść. Jego rękopisy przepisywała na maszynie do pisania Irma Fortner, która podkładając dodatkową kalkę tworzyła odpis dla AK z myślą o wysyłce do Londynu. Udało się odczytać treść nawet bardzo zniszczonych dokumentów, które w ocenie osób postronnych sprawiały wrażenie jednolitych szarych powierzchni, nawet oglądane przy użyciu szkła powiększającego. 

### Śmierć
Po długiej i bolesnej chorobie, nie doczekawszy końca okupacji niemieckiej, Ludwik Kamykowski zmarł w Krakowie 13 listopada 1944. Jego przedwczesna śmierć zakończyła długą chorobę przywleczoną z obozu koncentracyjnego w Sachsenhausen, gdzie nabawił się gruźlicy. Pochowany w Krakowie na cmentarzu Rakowickim (kw. XIIb, rz. 3, gr. 19).

### Podsumowanie pracy naukowej
W swojej pracy naukowej zajmował się literaturą oświecenia oraz romantyzmu. Interesowało go przejście racjonalizmu w romantyzm. Równocześnie jednak zajmował go polski barok, ogromne bogactwo literatury XVII w. oczekującej w starych fascykułach na cierpliwego i starannego badacza. Przygotował m.in. polsko-francuskie wydanie korespondencji Śniadeckiego. W publikacji francuskiej ukazał związki Jana Śniadeckiego z uczonymi francuskimi. Pozostawił duży zbiór kantyczek do badań dziejów kolęd polskich.

## Życie prywatne
Od 1920 był żonaty z Marią Ziomkówną, z którą miał dwóch synów i córkę:  
- Zbigniewa Kamykowskiego (ur. 1921 w Chełmie) – polonistę, fotografika,
- Bolesława Kamykowskiego (ur. 1927 w Lublinie) – scenografa,
- Stanisławę Kamykowską (1924-1944)[12], która zmarła kilka miesięcy przed ojcem na gruźlicę.

Maria Kamykowska pracowała m.in. jako sekretarka w Państwowym Gimnazjum im. St. Czarnieckiego w Chełmie w latach 1921-1922.
Jego wnukiem jest Łukasz Kamykowski.

## Publikacje (wybrane)
Serwis WorldCat.org podaje 40 prac autorstwa Ludwika Kamykowskiego, w trzech językach, przechowywane w 121 bibliotekach.
- Romantyczność Mickiewicza (1926)[15]
- Stanisława Staszica nauka moralna (1926)[16]
- Staszicowa Oda do młodości (1926) artykuł
- Nieznana mowa Jana Śniadeckiego (1927)[17]
- Sztuka góralska na Podhalu (1928)[18] wstęp do książki
- Konstanty-Kietlicz-Rayski (1928)[19]
- Ze studjów nad Janem Śniadeckim (1930)[20]
- Jan Śniadecki w Komisji Tymczasowego Zarządu Litwy (1930) artykuł
- Papiernia lubelska (1931)
- Jan Kochanowski nauczycielem pierwszego polskiego poety-mesjanisty (1931)[21]
- Do źródeł mesjanizmu J. P. Woronicza (1932)[22]
- Smutki Juljana Ursyna Niemcewicza w więzieniu moskiewskiem pisane do przyjaciela (1932)[23]
- Korespondencja Jana Śniadeckiego: listy z Krakowa. T.1:1780-1787(1932), T.2:1787-1807 (1954)
- Do dziejów Boccaccia w Polsce (1934)
- Jana Śniadeckiego "Pochwała Mikołaja Kopernika" z roku 1782 (1935)[24]
- Data śmierci Wacława Potockiego (1935) artykuł[25]
- Łukasza Opalińskiego "Poeta nowy" (1935) artykuł[26]
- Katedra literatury w Krakowie za czasów Komisji Edukacji Narodowej (1936)[27]
- Sielanka polska: (zasadnicze linje rozwoju i kwestja dalszych badań) (1936) rozprawa[28]
- Kilka uwag o "Dafnis" Twardowskiego (1937)
- Stanisław Samuel Szemiot (1937)[29]
- Quelques reflexions sur la Dafnis de Twardowski (1938)
- La correspondance de Jean Śniadecki avec les savants français, 1781—1798, publiée par Al. Birkenmajer et L. Kamykowski. —Organon t. II (1938)
- Marcin Kromer. W 350 rocznicę śmierci. 23 marca 1589 - 23 marca 1939 (1939)[30] [w: Kurier Literacko-Naukowy nr 14]
- Kasper Twardowski: studium z epoki baroku (1939)[31]
- Z dymem pożarów (2015) ISSN 0012-2041 [Autor tekstu literackiego: Stanisław Brzozowski. Przygotował Ludwik Kamykowski; przejrzał, oprac. i do druku podał Maciej Urbanowski][32]

Część opracowań nie została opublikowana m.in. zawartych w "Tekach Ludwika Kamykowskiego" w Bibliotece PAN w Warszawie (Różne F XVII).

## Ciekawostki
W latach (1933–1936) jego uczniem w Lublinie był prof. Jerzy Starnawski. Pisał o Kamykowskim: „wyrastał nad wszelki poziom”, „godziny lekcyjne przekształcał w pewnej mierze w ćwiczenia uniwersyteckie”, „on mnie uczynił polonistą”. To pod jego wpływem, jeszcze przed maturą, zdecydował się na studia polonistyczne.
Gdy w 1938 Karol Wojtyła późniejszy Jan Paweł II rozpoczął naukę na polonistyce (Wydział Filozoficzny UJ) uczęszczał na takie zajęcia L. Kamykowskiego jak: literatura polskiego średniowiecza, ćwiczenia z literatury staropolskiej, seminarium o „Legendzie o św. Aleksym” i „Rozmowie Mistrza Polikarpa ze śmiercią”. Papież wspomniał o prof. Kamykowskim w swojej mowie podczas uroczystości nadania doktoratu honoris causa UJ.

W 1938 na łamach ogólnopolskich gazet Kamykowski zabrał głos w dyskusji o wyborze miejsca pochówku ostatniego króla Polski:
"Bądź co bądź, Stanisław August był królem i o tym zapominać nie trzeba. Reprezentował majestat Rzeczypospolitej. Już sam ten fakt powinien przemawiać za Wawelem. Anglik powiada o swej ojczyźnie: Jaki kraj jest, taki jest, ale jest mój... My też powinniśmy powiedzieć: Był dobrym, czy złym królem, to rzecz do dyskusji, ale przecież był królem! Zresztą obok licznych wad posiadał też dużo zalet. Łazienki, jako miejsce złożenia królewskich zwłok uważam za wykluczone z wielu powodów. Sposób pochowania Stanisława Augusta we Wołczynie, był zupełnie nie na miejscu. Skoro są pieniądze na rozmaite niepotrzebne imprezy, np. na pewien balet... - rzekł mój rozmówca z uśmiechem - to powinny się tym bardziej znaleźć pieniądze na godny pogrzeb królewskich szczątków".

## Odznaczenia
W 1936 otrzymał Srebrny Wawrzyn Akademicki, państwowe odznaczenie ”za szerzenie zamiłowania do literatury polskiej”.